# 료테이

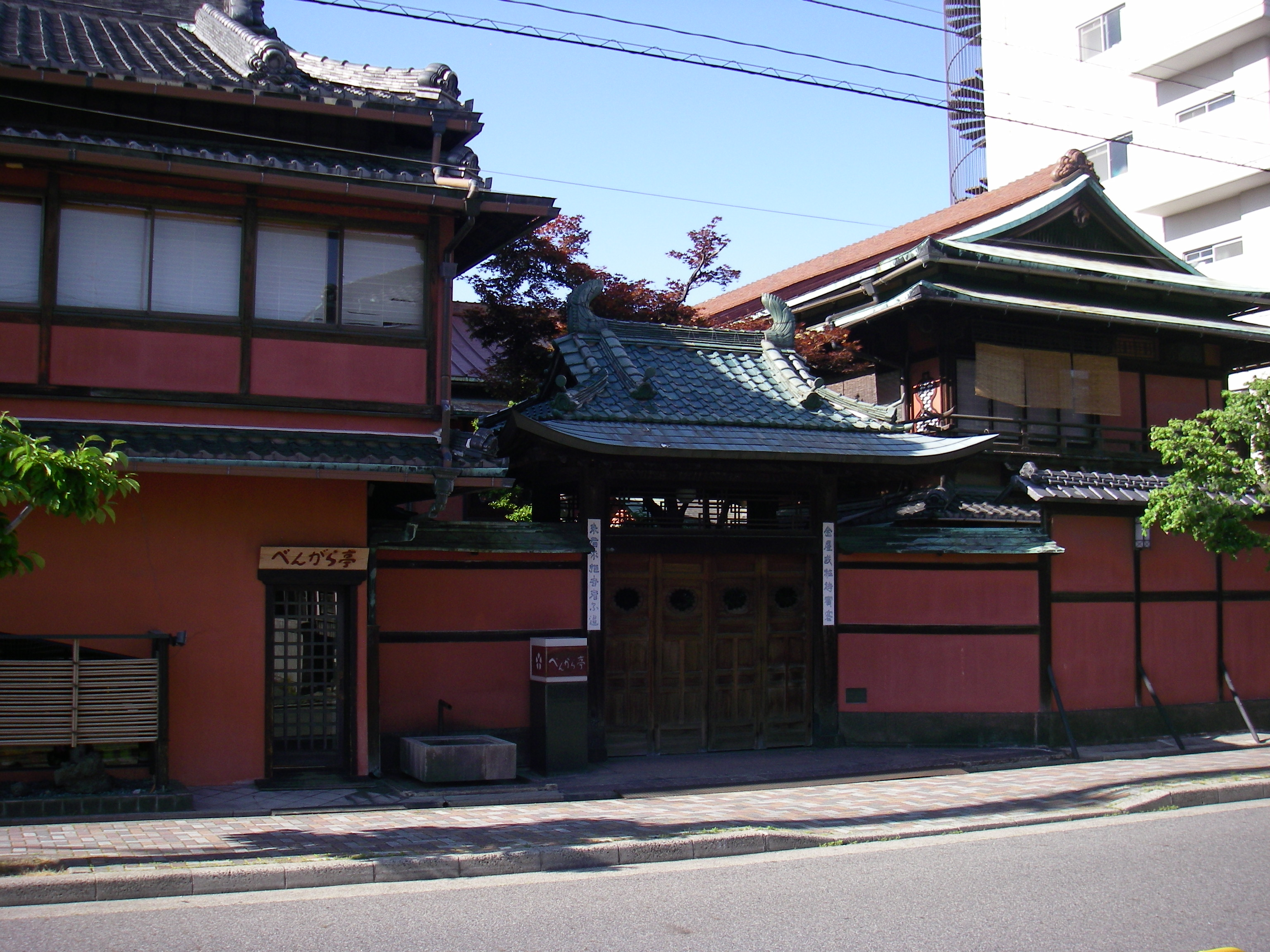
료테이

료테이(일본어: 料亭)는 일본 요리를 제공하는 고급 음식점이다. 기업의 접대, 연회 및 상담, 인사와 정치인의 밀담, 연예인의 협의 등에 사용되는 경우가 많다.

## 같이 보기
- 요정 (음식점)